# Leu Abeliòvitx
Leu Maissèievitx Abeliòvitx (Vílnius, 1912 – Minsk,1985) fou un compositor bielorús.

## Biografia
Abeliòvitx va estudiar composició al Conservatori de Varsòvia amb Kazimierz Sikorski entre 1935 i 1939. El 1939, va haver de deixar el conservatori quan els nazis van envair Polònia. Es va refugiar a Minsk, on va continuar els seus estudis de composició al Conservatori de Minsk amb Vassili Zolotariov, compartint classe amb Mieczysław Weinberg, fins a graduar-se el 1941. Després de la Segona Guerra Mundial, es va dedicar a la composició i a l'estudi de la música folklòrica bielorussa. Entre les seves obres es troben quatre simfonies (1962, 1964, 1967 i 1970); Quadres simfònics (1958); Poema heroic (1957); tres sonates i el cicle de dos quaderns per a piano titulat Frescos (1972); tres sonates per a violí i piano; així com música de cambra i cançons.